# Zapatera
Zapatera ist eine durch den nicht mehr tätigen gleichnamigen Schildvulkan gebildete 52 km² große Insel im Nordwesten des Nicaraguasees, der sich im Süden Nicaraguas befindet.

## Geographie
Es ist die zweitgrößte Insel im See nach Ometepe. Die maximal 7 km breite und 10 Kilometer lange Insel gehört zum Departamento Granada und darin zur gleichnamigen Gemeinde (municipio) und bildet seit 1983 einen von 78 Nationalparks des Landes, den Parque Nacional Archipiélago Zapatera. Der einzige Ort ist Sonzapote am Südufer der Insel, die Einwohner sind Chorotega. Zur Volkszählung 2005 hatte die Insel 566 Einwohner.
Die Insel ist überwiegend hügelig und von Vegetation bedeckt, die höchste Erhebung ist der Cerro Grande. Das Innere ist von dichtem Wald bestanden, dessen Ausdehnung allerdings über die Jahre durch Abholzung und für Weiden abgenommen hat. An der Nordseite der Insel gibt es eine Lagune mit einem Durchmesser von etwa 600 Metern. Rund um die Insel befinden sich einige kleine Inseln, die den Archipiélago Zapatera bilden, die wichtigsten sind El Muerto, Jesús Grandes, El Platano und El Armado.
Wann der 639 m hohe Vulkan zuletzt ausgebrochen ist, ist nicht bekannt. Seine Entstehung erfolgte im Holozän. Die Caldera ist etwa 2 km im Durchmesser und liegt nahe dem Zentrum der Insel.
Der einzige Ort auf der Insel ist Sonzapote, dessen Bewohner von Landwirtschaft und etwas Tourismus leben. Der kleine Ort wurde erst in den 1980er Jahren gegründet, als eine Gruppe von Bauern nach Zapatera zog; sie hatten nach der sandinistischen Revolution Land zur Verfügung gestellt bekommen. Später wurde die Gemeinde auch wegen der Übergriffe der Contras aufgegeben. 1994 zogen einige Familien wieder in dieses Gebiet. Derzeit überlebt die Gemeinde dank einer Vereinbarung mit dem Ministerium für Umwelt.

## Fauna
Die Fauna ist vielgestaltig. Es gibt Primaten und Papageien; seltener, aber noch vorhanden sind Gürteltiere, Hirsche und Jaguare. Es gibt zahlreiche Vogelarten: unter anderen Falken, Tukane und Eisvögel. Die Gewässer sind reich an Fischen, unter ihnen der einheimische Buntbarsch Parachromis managuensis.

## Archäologische Hinterlassenschaften
Auf Zapatera gibt es mehrere archäologische Fundstätten, die nachweisen, dass präkolumbische Völker das Gebiet bewohnten. Es gibt Felszeichnungen und Steinmetzarbeiten. Skulpturen stellen Menschen- und Tierfiguren dar, die auf Bräuche und Religion der alten Bevölkerung Chorotega verweisen. Die Skulpturen stehen heute im Kloster von San Francisco in Granada im Casa de los Tres Mundos. 
Der erste Bericht über präkolumbische Artefakte der Insel wurde in einer Arbeit des Jahres 1852 vom US-Archäologen und Diplomaten Ephraim George Squier veröffentlicht. Der Forscher hatte den Nordosten der Insel im Jahre 1849 erforscht und mehrere Felszeichnungen gefunden. Die ersten Ausgrabungen wurden durch den schwedischen Naturforscher Carl Bovallius im Jahr 1883 durchgeführt, er entdeckte viele Artefakte, darunter 25 Statuen auf dem Gebiet von Sonzapote, und er veröffentlichte seine Studien in zwei Arbeiten 1886 und 1887. Einige der Objekte werden heute im Ethnographischen Museum in Stockholm gezeigt. Später interessierte sich der mexikanische Gelehrte Felipe Pardines für die archäologische Zone. In den dreißiger Jahren des zwanzigsten Jahrhunderts veröffentlichte er eine Reihe von Artikeln, in denen er neue Aufnahmen von der Insel und den angrenzenden Inseln wie El Muerto zeigte.

## Mythologie
Der Sage nach entstanden die Inseln Ometepe und Zapatera sowie der Nicaraguasee aus einer tragischen Liebesgeschichte: so verliebten sich der angesehene Nagrando in die wunderschöne Häuptlingstochter eines Nachbarstammes mit dem Namen Ometeptl. Beide Indianerstämme waren jedoch über Gebietsansprüche und Machtfragen zerstritten. Nach dem Gesetz der Vorfahren war eine Liebe zwischen verfeindeten Stämmen verboten. Das Paar musste daher schon bald aus den Heimatdörfern fliehen und versteckte sich in einem Tal. Da ihre Liebe jedoch nicht verheimlicht blieb, wurden sie von ihren Stammesangehörigen verfolgt. Schließlich entschlossen sich beide aus Verzweiflung zum Selbstmord und öffneten sich die Pulsadern. Ometeptl stürzte nach hinten, Nagrando taumelte noch ein paar Schritte und stürzte ebenfalls nieder. Das Blut beider füllte das Tal aus und bedeckte ihre Körper – der heutige Nicaraguasee. Von Ometeptls Körper ragen nur ihre Brüste über den Wasserspiegel, die heutigen Vulkane Concepción und Maderas. Vom Körper Nagrandos sieht man nur noch, etwas entfernt, die Spitzen der Insel Zapatera.